# Beautiful Lie
Ne doit pas être confondu avec A Beautiful Lie ou A Beautiful Lie (chanson).
Singles de Jennifer Paige
Ta voix
(2008)
Beautiful Lie est une chanson de la chanteuse Jennifer Paige et du chanteur Nick Carter, sortie le 29 octobre 2009. Elle est le quatrième extrait du troisième album studio Best Kept Secret de Jennifer Paige. La chanson a été écrite par Jennifer Paige, Nick Carter, Carl Falk et produite par Carl Falk. Le titre atteint la 19e meilleure place en Allemagne.

## Historique
La chanson a été écrite par Jennifer Paige, Nick Carter, Carl Falk et produite par Carl Falk. Elle y dévoile une relation amoureuse basée sur le mensonge.

## Clip vidéo
Le vidéoclip démontre Nick et Jennifer en train de chanter sur un fond rouge avec des scènes alternant une jeune femme qui fait un cambriolage et qui escroque son petit ami, qui est en fait un policier qui va l'arrêter en fin de la vidéo.
Jennifer Paige & Nick Carter Beautiful Lie vidéo officielle Youtube.com

## Performance commerciale
Le titre atteint la 19e meilleure place en Allemagne.

## Format et liste des pistes
CD single
1. Jennifer Paige & Nick Carter - Beautiful Lie  — 3:21
2. Jennifer Paige & Nick Carter - Beautiful Lie (Extended Mix)  — 4:11

## Classement hebdomadaire
| Classement (2009)              | Meilleure position |
| ------------------------------ | ------------------ |
| Allemagne Media Control Charts | 19                 |
| Autriche (Ö3 Austria Top 40)   | 49                 |